# Christo Marinow
Christo Dijanow Marinow (bg. Христо Маринов; ur. 14 marca 1987)) – bułgarski zapaśnik walczący w stylu klasycznym. Olimpijczyk z Londynu 2012; gdzie zajął osiemnaste miejsce w kategorii 84 kg.
Sześciokrotny uczestnik mistrzostw świata, mistrz w 2010. Złoty medalista mistrzostw Europy w 2012 i brązowy w 2011. Siódmy w Pucharze Świata w 2006 roku.
- Turniej w Londynie 2012

Przegrał z Danijałem Gadżyjewem z Kazachstanu i odpadł z turnieju.